# Opius truncatulus
Opius truncatulus är en stekelart som beskrevs av Fischer 1963. Opius truncatulus ingår i släktet Opius och familjen bracksteklar. Inga underarter finns listade i Catalogue of Life.